# Matteo Pontarollo
Matteo Pontarollo es un deportista italiano que compitió en piragüismo en la modalidad de eslalon. Ganó dos medallas en el Campeonato Mundial de Piragüismo en Eslalon, en los años 2002 y 2005, y una medalla de oro en el Campeonato Europeo de Piragüismo en Eslalon de 2000.

## Palmarés internacional
| Campeonato Mundial | Campeonato Mundial            | Campeonato Mundial | Campeonato Mundial |
| Año                | Lugar                         | Medalla            | Competición        |
| ------------------ | ----------------------------- | ------------------ | ------------------ |
| 2002               | Bourg-Saint-Maurice (Francia) | Medalla de plata   | K1 por equipos     |
| 2005               | Penrith (Australia)           | Medalla de plata   | K1 por equipos     |
| Campeonato Europeo |                               |                    |                    |
| Año                | Lugar                         | Medalla            | Competición        |
| 2000               | Mezzana (Italia)              | Medalla de oro     | K1 por equipos     |